# Astragalus cyri
Astragalus cyri là một loài thực vật có hoa trong họ Đậu. Loài này được Fomin miêu tả khoa học đầu tiên.